# ZeroBrane Studio
ZeroBrane Studio — легковесная интегрированная среда разработки для языка Lua, написанная на самом языке Lua с использованием wxWidgets и Scintilla в качестве компонента редактирования. Это приложение с открытым программным кодом, доступное под пермиссивной (разрешительной) лицензией MIT.

## Особенности
IDE поддерживает подсветку синтаксиса Lua, автодополнение (в том числе для поддерживаемых игровых движков), удалённую отладку как для Lua версий 5.1, 5.2, 5.3 и LuaJIT, так и для таких игровых движков, как LÖVE, Moai, Gideros, Marmalade Quick, Corona, и Cocos2d а также ряда неигровых сред, скриптуемых на языке Lua.
Lua-отладчик MobDebug, используемый в этой IDE, доступен также как самостоятельный компонент.
Создатель программы определяет её как простую среду программирования, готовую для использования школьниками и студентами, однако достаточно мощную для опытных программистов, отличающуюся к тому же полной расширяемостью посредством Lua-сценариев.
В качестве примера простого рефакторинга приводится переименование локальной переменной, для чего можно нажать Ctrl и, двойным кликом по любому вхождению переменной, выделить все её вхождения в текущем лексическом блоке. Далее, воспользовавшись возможностью множественного редактирования, можно просто ввести новое имя переменной.
Возможностями множественного редактирования можно также воспользоваться, выделив несколько точек редактирования с помощью клавиши Ctrl. 
Ещё одна, достаточно продвинутая возможность ZeroBrane Studio как Lua-IDE — простая навигация по всем функциям текущего проекта, включая анонимные, для чего служит область «outline».

## История
ZeroBrane Studio — дальнейшее развитие среды программирования lua-скриптов Estrela Editor — компоненты открытого трёхмерного движка Luxinia.